# كارلوس واتسون (محامي)
كارلوس واتسون (بالإنجليزية: Carlos Watson)‏ هو محامي أمريكي، ولد في 29 سبتمبر 1969.

## وصلات خارجية
- كارلوس واتسون على موقع IMDb (الإنجليزية)
- كارلوس واتسون على موقع قاعدة بيانات الفيلم (الإنجليزية)